# Grendel (2007)
Grendel ist ein US-amerikanischer Fantasy-Fernsehfilm aus dem Jahr 2007 von Nick Lyon. In der Hauptrolle des Beowulf ist der US-amerikanische Schauspieler Chris Bruno zu sehen.

## Handlung
Beowulf, Held vieler Geschichten, wurde von einigen Dorfbewohnern darum gebeten, ein in der Nähe lebendes Monster zu töten. Gemeinsam mit seinem Schützling Finn begibt er sich auf die Suche nach dem Monster und vermutet es schlussendlich in einer Höhle, die er alleine betritt. Das Monster entpuppt sich als gigantische Schlange, die Beowulf enthaupten kann. König Higlack, Onkel von Finn, begibt sich auf seinem Schiff, in Begleitung seines Neffens und Beowulf und einigen Männern Richtung Dänemark, um den Dänen im Kampf gegen das Monster Grendel beizustehen, dessen Namen in vielen Geschichten auftaucht.
An Bord erzählt Beowulf die Geschichte König Hrothgars, der es schaffte, König der Dänen zu werden und das er eine Stadt gründete, die mit Rom konkurrieren konnte. Eines Tages tauchte die an einem Wyvern erinnernde Hag auf, die das Königreich terrorisierte. Während der Ereignisse verfiel Königin Wealhþeow dem Wahnsinn und einer der zwei gemeinsame Söhne kam im Kampf gegen Hag ums Leben. Außerdem verließen sie die Stadt und ließen sich in einem der Dörfer nieder. Kurz bevor das geflügelte Monster scheinbar starb, gebar sie Grendel. Vom König Higlack erhält Beowulf eine Armbrust, mit dessen Hilfe er es für möglich erachtet, Grendel zu töten.
Als sie den Strand erreichen, gehen Beowulf, Finn, der unter den Schutz von Beowulf steht und dieser dem König schwören musste, dass Finn nichts passiert und einigen dutzend Krieger an Land. Im an der Küste grenzenden Wald werden sie vom Prinzen Unferth begrüßt, der ihre Ankunft bereits mit dem Hauptmann Wulfgar beobachtete. Er verspottet die Krieger, lässt sie dann doch zum König passieren, allerdings unbewaffnet. König Hrothgar begrüßt Beowulf wie einen alten Freund und ist über dessen Hilfsangebot sehr erfreut. Sie ziehen in die verlassene Stadt um ein Fest zu veranstalten. Dies lockte in der Vergangenheit Grendel an. Ingrid, Mitglied der königlichen Familie, beginnt auf der Feier, mit Finn zu flirten, was schließlich in einem Kuss, beobachtet vom eifersüchtigen Unferth, der ebenfalls Gefühle für Ingrid hat, endet.
Stark angetrunken provoziert Unferth erst Finn und dann Beowulf, den er auf weniger ruhmreiche Geschichten anspricht und ihn verspottet. König Hrothgar ist vom Verhalten seines Sohnes stark enttäuscht und befiehlt ihn, mit seinem närrischen Verhalten aufzuhören. Nachdem er von Beowulf mit einem Schlag zu Boden geworfen wurde, da er diesen zum Schwertkampf herausfordern wollte, erscheint Grendel auf dem Hof. Er fällt über die Wachen her. Beowulf und seine Leute attackieren das Monster, dabei verfehlt Beowulf es mehrmals mit den explosiven Bolzen der Armbrust. Schließlich flüchtet das Monster Grendel, nachdem es ein Blutbad angerichtet hat.
Am folgenden Tag wird Beowulf, der nach Ansicht von Unferth die Verantwortung trägt, vor die Königsfamilie geführt. Er redet auf den König ein und bringt ihn schließlich dazu, zu gestehen, dass er Grendel durch Kinderopfergaben die letzten Jahre ruhig halten konnte, wie es sein Vorgänger damals mit Hag tat. Daher gibt es keine Kinder mehr auf der Insel. Beowulf beschließt nun, Grendel in dessen Zuhause aufzusuchen. Zu diesem Zwecke wird seine Heimat, der Wald, unter der Führung Wulfgars mit brennenden Fässern bombardiert. Im Wald beschließt Beowulf, alleine nach Grendel zu suchen. Der Rest der Gruppe bleibt zurück und gerät in Grendels Hinterhalt. Beowulf ist nun in der Lage, Grendel mit einem der Bolzen am Kopf zu treffen und anschließend dessen Herz zu durchbohren. Als Beweis für seinen Tod nimmt er Grendels Arm mit.
König Hrothgar ist sehr über das Ergebnis erfreut und belohnt die Helden großzügig. Während Beowulf und seine Leute sich Richtung Schiff zur Rückfahr begeben, wird klar, dass Hag nie tot war und nun ihren Sohn rächen will. Sie entführt Ingrid, die Königsfamilie lässt Beowulf zurückrufen. Unferth und Finn nehmen getrennt voneinander die Verfolgung auf. Ingrid konnte sich aus den Klauen Hags befreien, läuft nun aber ziellos im Wald umher, verfolgt von Hag. Unferth schafft es, Hag zu vertreiben, zahlt dies aber mit seinem Leben. Im Sterben gesteht er ihr seine Liebe und bittet sie darum, seinen Eltern zu sagen, dass ihn der Tod seines Bruders Leid tut und er um Verzeihung bittet.
Als Hag zurückkehrt um Ingrid wieder in die Fänge zu bekommen, springt Finn dazwischen und kann das Monster verletzen, wird aber von Hag verschleppt. Nun treffen auch Beowulf, Wulfgar und das Königspaar am Ort ein. Beowulf beschließt Hag im Alleingang zu töten. König Hrothgar empfiehlt ihn, das Schwert am Eingang zu Hags Höhle zu benutzen. In der Nähe der Höhle findet er zunächst das Schwert und wenig später den schwer verletzten Finn. Nun attackiert Hag Beowulf aus dem Hinterhalt, Versuche das fliegende Monster mit dem Bolzen zu treffen, scheitern kläglich. Beowulf wird gegen einen Felsen geschleudert. Kurz bevor Hag ihm den Todesstoß geben will, schießt Finn ihr mit der Armbrust in den Rücken. Hag lässt von Beowulf ab und will nun Finn töten. Doch Beowulf nutzt die Gunst der Stunde und enthauptet Hag. Den Kopf bringt er dem König als Beweis. Auch den schwer verletzten Finn bringt er ins Dorf.
Im Abspann sieht man Beowulf auf einem Schiff Richtung neuer Abenteuer fahrend. Finn und Ingrid sind zusammen geblieben und Eltern eines Kindes geworfen. Nach dem Tod Grendels und Hags kehrte der Frieden zurück.

## Hintergrund
Der Film basiert lose auf die Beowulf-Sage. Der Großteil der Aufnahmen wurden in Sofia realisiert, das Filmbudget lag bei geschätzten 1,8 Mio. US-Dollar. Viele Nebenrollen wurden daher von bulgarischen Schauspielern übernommen. Seine Premiere in den USA feierte der Film am 13. Januar 2007. Er kann als Mockbuster zu Die Legende von Beowulf mit Ray Winstone, Angelina Jolie und Anthony Hopkins aus demselben Jahr gesehen werden.
In Deutschland erschien der Film am 5. August 2011 im Videoverleih und wurde von Universal Pictures vertrieben.

## Rezeption
„Mäßig unterhaltsame (Fernseh-)Verfilmung des alt-angelsächsischen Heldenepos ‚Beowulf‘ mit etlichen CGI-Effekten.“

Nickolas Haydock bezeichnete den Film in dem Essay Making Sacrifices aus der Beowulf on Film-Sammlung als „hochgradig abweichend“ und „bedauerlich“.
Auf Rotten Tomatoes hat der Film bei über 100 Zuschauerbewertungen eine schwache Wertung von lediglich 27 %. In der Internet Movie Database hat der Film bei fast 1.000 Stimmabgaben eine Bewertung von 3,5 von 10,0 möglichen Sternen.